# Panazol
Panazol – miejscowość i gmina we Francji, w regionie Nowa Akwitania, w departamencie Haute-Vienne.
Według danych na rok 1990 gminę zamieszkiwało 9731 osób, a gęstość zaludnienia wynosiła 427 osób/km² (wśród 747 gmin Limousin Panazol plasuje się na 7. miejscu pod względem liczby ludności, natomiast pod względem powierzchni na miejscu 337.).

## Demografia

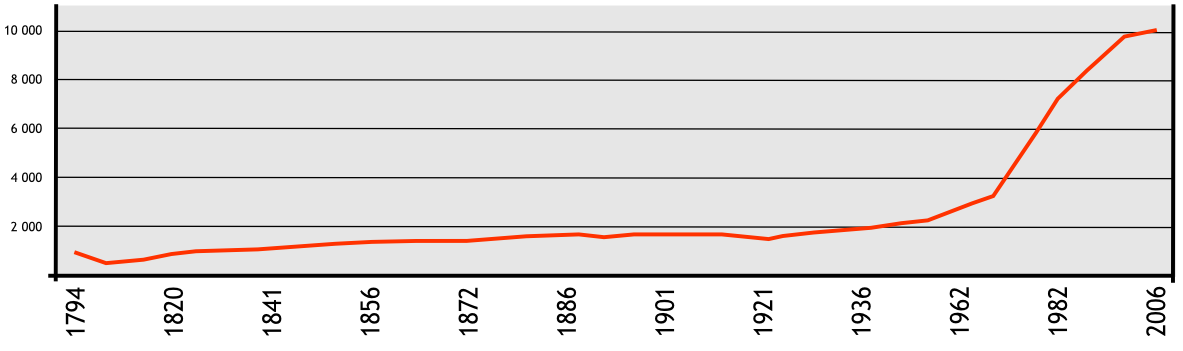
Populacja Panazol w latach 1794–2006

Populacja Panazol w latach 1962–2008

## Galeria

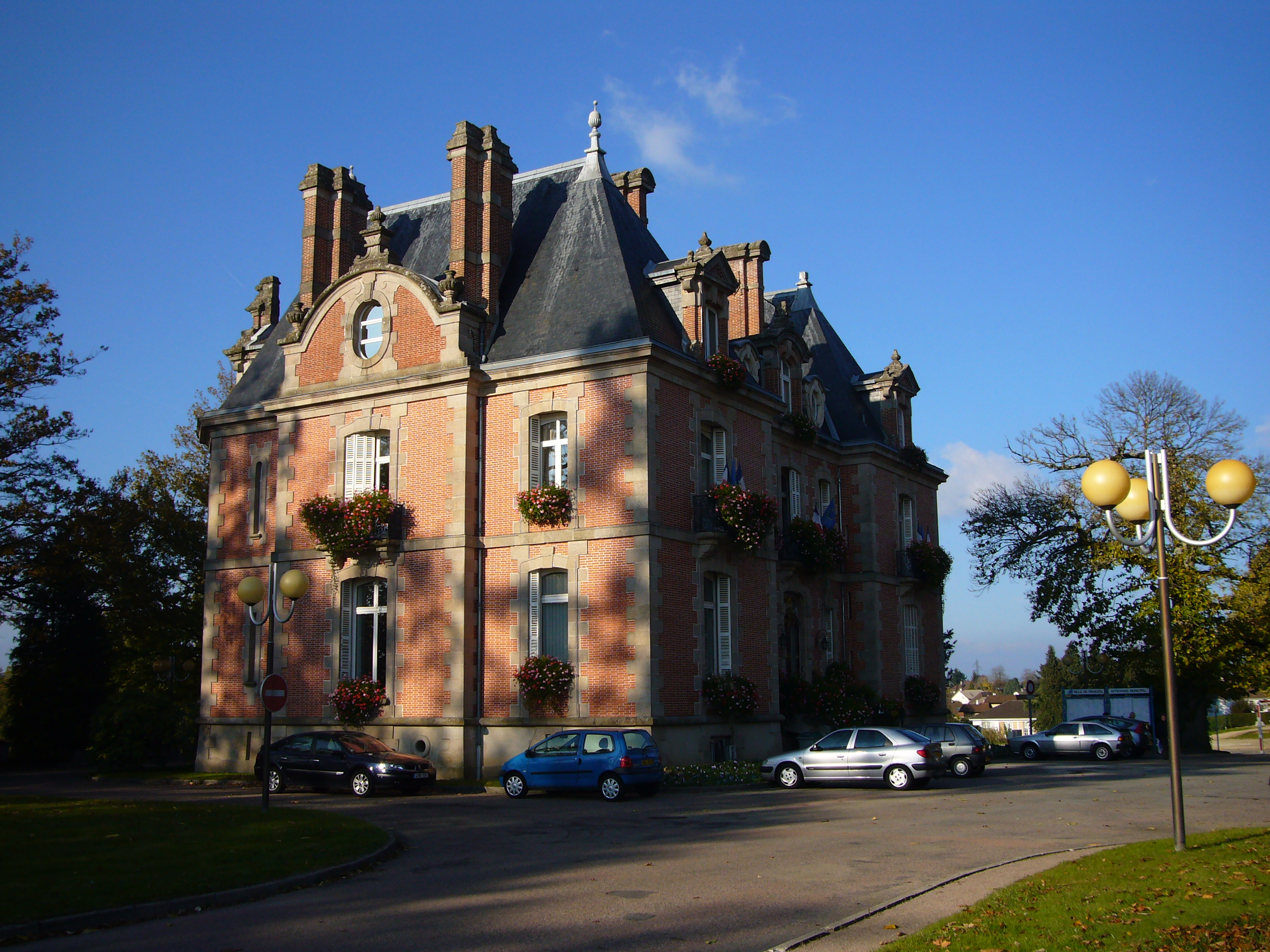
Ratusz w Panazol (2007)
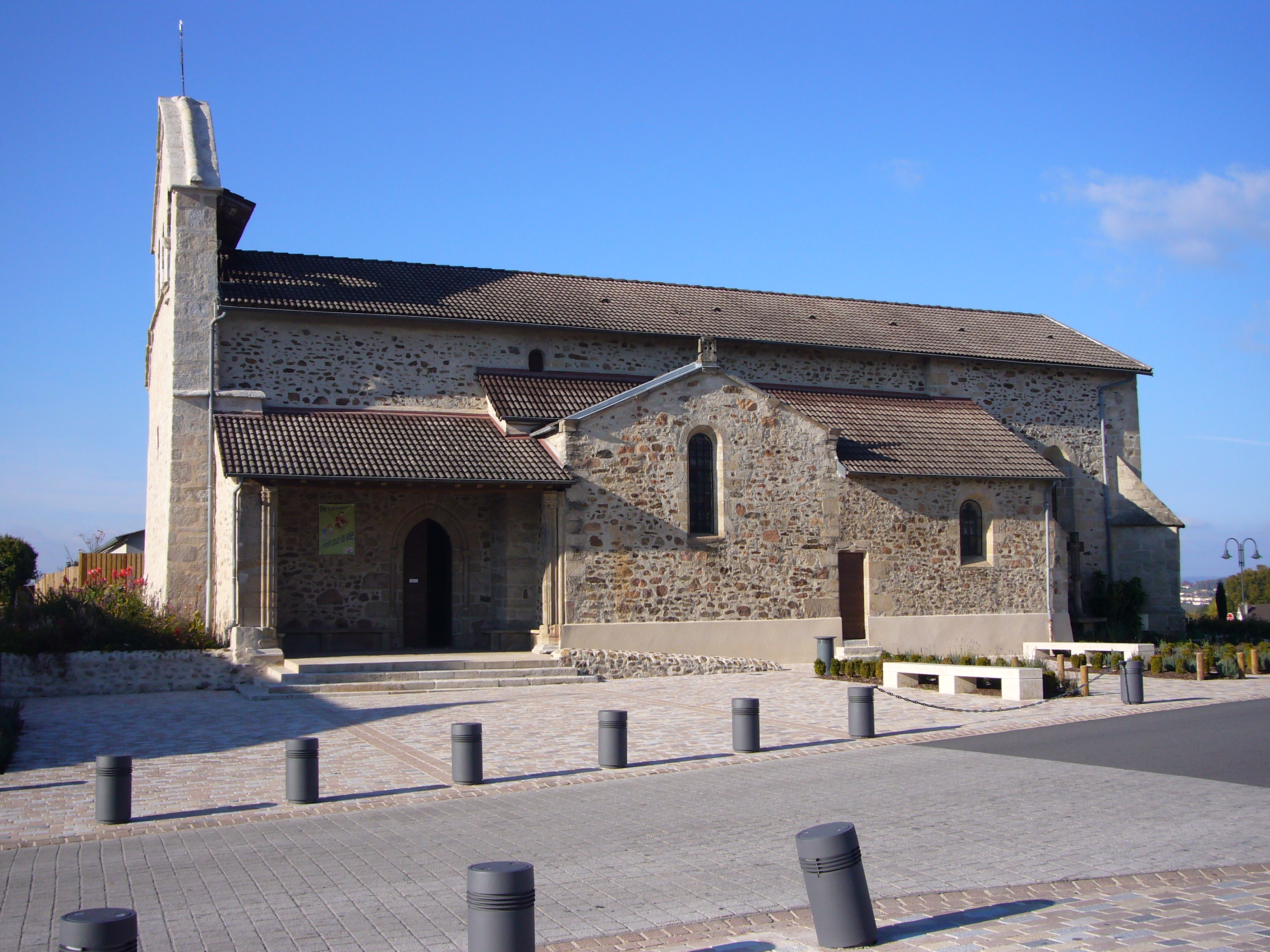
Kościół w Panazol (2007)
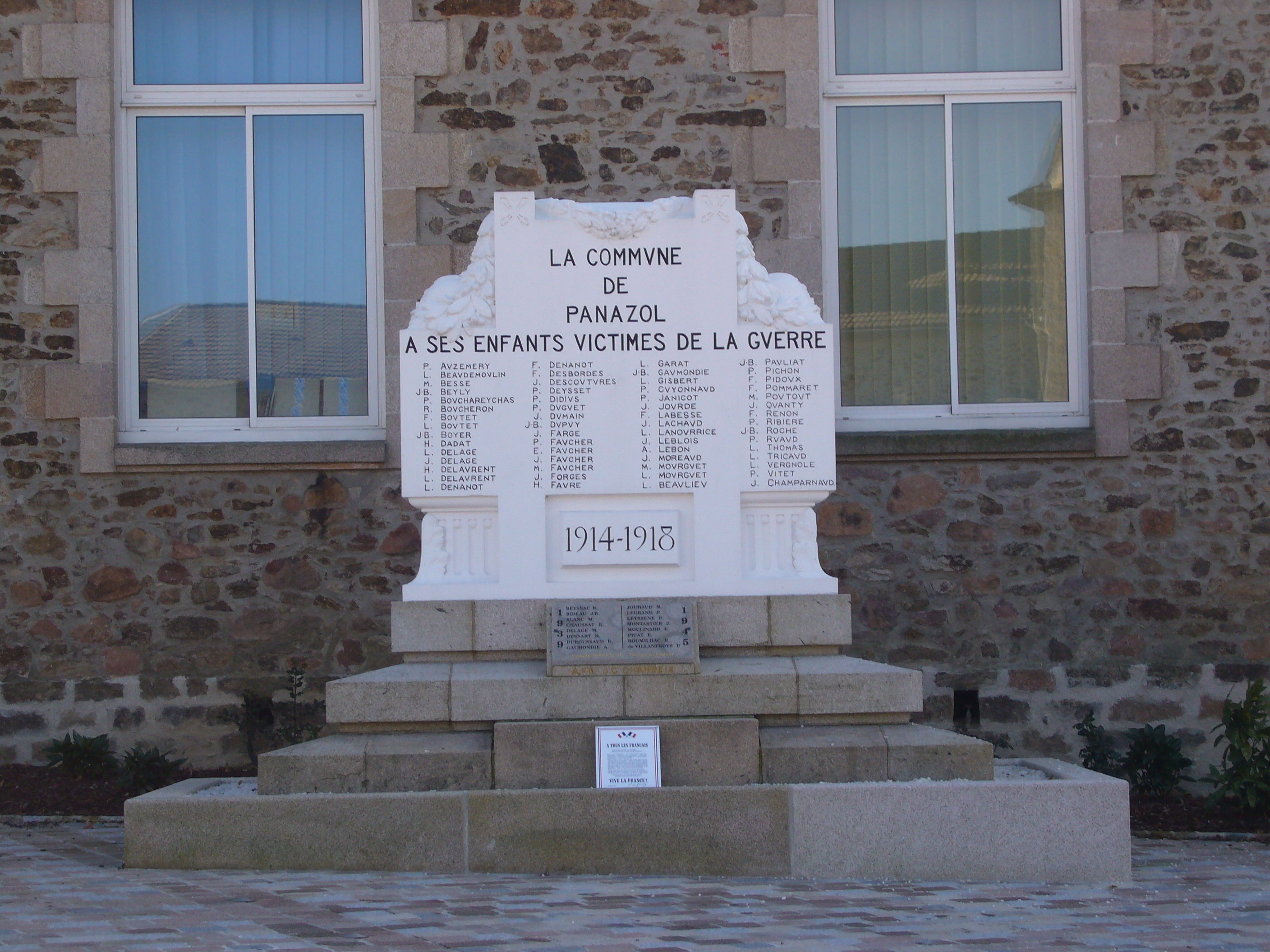
Pomnik w Panazol (2007)